# Municipio de Darlington (Pensilvania)
El municipio de Darlington (en inglés: Darlington Township) es un municipio ubicado en el condado de Beaver en el estado estadounidense de Pensilvania. En el año 2000 tenía una población de 1.974 habitantes y una densidad poblacional de 34.6 personas por km².

## Geografía
El municipio de Darlington se encuentra ubicado en las coordenadas 40°49′28″N 80°27′53″O / 40.82444, -80.46472.

## Demografía
Según la Oficina del Censo en 2000 los ingresos medios por hogar en la localidad eran de $38,011 y los ingresos medios por familia eran $43,875. Los hombres tenían unos ingresos medios de $31,815 frente a los $21,336 para las mujeres. La renta per cápita para la localidad era de $18,173. Alrededor del 10,7% de la población estaban por debajo del umbral de pobreza.